# Свидовец (горный массив)
Свидове́ц (укр. Свидівець) — горный массив в Украинских Карпатах. Расположен между реками Тересва (на западе) и Чёрной Тисой (на востоке).

## География
Главный хребет массива простирается огромной дугой с юго-востока на северо-запад. От главного хребта на высоте 1400—1883 м ответвляются боковые хребты, короткие в северном и длинные в южном направлениях. Широкие мягкие хребты, остатки бывших пенепленов, представляют собой резкий контраст с узкими, глубоко (до 1 200 м) врезанными долинами. На северных обочинах главного хребта распространены поледниковые котлы (ледниковые кары), иногда наполнены озёрами — например Апшинец, Герашаска, Ворожеска, Драгобратское (Ивор).
Южная сторона горного массива покрыта буковыми (до 1300 м), северная сторона — еловыми (до 1450—1550 м) лесами и жерепом, простираются просторные полонины, на которых развита пастушеская жизнь, в частности в районе Драгобрата. Постоянно заселены — долины рек Тисы (среди прочих город Рахов) и Тересвы (пгт Усть-Чорна) и южные обочины (село Косовская Поляна и другие). Восточная часть массива расположена в пределах украинской этнической территории — Гуцульщины.
Массив связан с Дуклянским, частично Черногорским, Поркулецким и Раховским покровами, в геологическом строении преобладают песчаники и флиш мелового и палеогенового возраста.
Восточная часть горного массива входит в состав заповедной территории (около 1500 га) — Свидовецкого заповедного массива, на северных склонах расположен Апшинецкий заказник.
Хребет Свидовец на Украине считают центром Европы. Этот хребет расположен на юго-востоке высокогорной части Украинских Карпат и граничит на юго-востоке с местом, где находится географический центр Европы (вблизи села Круглый Раховского района). Он обозначен установленными на правом берегу реки Тисы стелой и геодезическим знаком с надписью на латинском: «Постоянное, точное, вечное место».
Некоторые озера (ледникового происхождения), которые расположены на хребте Свидовец: Апшинец (1487 м над у.м., на склоне Свидовецкого массива, в Раховском районе; глубина — более 3 м), Ворожеска (1460 м над у. м.; состоит из двух частей — верхнего озера, площадью 0,7 га, глубиной 4,5 м, и нижнего озера, в несколько раз меньшего, глубиной до 2 м), Герашаска (температура воды летом низкая — в июне +10 ° С — +11 ° С; водорослей мало, фауны распространенные микроскопические ракообразные).

## Некоторые вершины
- Близница (1883 м)
- Большой Котел (1771 м)
- Догяска (1761 м)
- Татарука (1707 м)
- Унгаряска (1707 м)
- Стог (1704 м)
- Трояска (1702 м)
- Тэмпа (1634 м)
- Пидпула (1634 м)
- Берляска (1555 м)